# Корнелл Ґантер
Корнелл Ґантер (англ. Cornell Gunter) (14 листопада 1936 - 26 лютого 1990) — американський співак у стилі ритм-енд-блюз, найактивніший у 1950-х і 1960-х. Він народився в місті Коффівілл, штат Канзас, а помер у Лас-Веґасі, штат Невада, застрілений у своєму автомобілі невідомим кілером. Він був введений до Зали слави рок-н-ролу в 1987 році як член групи «The Coasters» .

## Біографія
Ґантер був оригінально членом групи The Platters. Він потрапив у запис із ще неназваними Плеттерс, яко бек-вокаліст на їхньому записі «Nervous Man Nervous» у студії Federal Records у 1953 році. Ґантер також був членом вокальних груп The Flairs і The Coasters. Він заспівав заголовну пісню з фільму Сюзен Олівер 1957 року «Блондинка з зеленими очима». Вілл «Даб» Джонс і Ґантер приєдналися до «The Platters» як заміна Боббі Нанну і Леону Г'юзу на початку 1958 року. Після того, як Ґантер залишив Coasters, він здійснив гастролі з Дайною Вашинґтон. У 1963 році він створив власну групу «Coasters», — їх зазвичай представляли як «The Fabulous Coasters». Наприкінці 1950-х — на початку 1960-х Ґантер зробив кілька сольних синглів, включаючи кавер-версії Сема Кука «You Send Me» у Dot Records в 1957 році.
У 1987 році він був введений до Зали слави рок-н-ролу разом з рештою The Coasters.
Сестра Корнелла, Ширлі Ґантер, також записалася з The Flairs у релізах разом з Queens та в сольному виконанні наприкінці 1950-х — напочатку 1960-х. У 2006 році Ace Records випустили компіляційний альбом із записами Ширлі з 1950-х років, що називається Oop Shoop: The Flair and Modern Recordings 1953—1957.
Інша сестра, Ґлорія Ґантер, записала сингли «Move On Out» та «Your Love Reminds Me» (Arch # 1610) в 1959 році. «Move On Out» — це відповідь на популярну річ The Coasters «Yakety Yak», у якій співав Корнелл. Обидві сторони запису були доступні на CD у 2006 році. «Move On Out» з'являється на «Rock 'n' Roll Mamas» (Popcorn № 6004), а «Your Love Reminds Me» — на Rare Female Doo Wops (Popcorn # 6005).
Ґантер (який був ґеєм і в подальші роки вважав за краще писати своє ім'я Cornell Gunther через «h») був у процесі нового повернення до виступів, коли невідомий вбивця застрелив його у власній машині в Лас-Веґасі, штат Невада, 26 лютого 1990 року (за іншими джерелами 27 лютого). Інші артисти його групи продовжували гастролювати як «The Original Cornell Gunter's Coasters Inc.» Вбивство лишилося нерозкритим.

## Особисте життя
Корнелл Ґантер був відкритим геєм.

## Дискографія

### Синґли
- "I Had a Love" (Flair #1012) (1953)
- "This is the night for love/Let's make with some love (Flair #1044) (1954)
- "True Love" / "Peek, Peek-A-Boo" (Loma #701) (1955) (as The Ermines)
- "You Broke My Heart" / "Pretty Baby I’m Used To You Now" (Loma #703) (1956) (with The Ermines)
- "Keep Me Alive" / "Muchacha, Muchacha" (Loma #704) (1956) (with The Ermines)
- "I'm Sad" / "One Thing For Me" (Loma #705) (1956) (with The Ermines)
- "She Loves To Rock" / "In Self Defense" (ABC Paramount #9698) (1956) (with The Flairs[en])
- "You Send Me" / "Call Me A Fool" (Dot #15654) (1957)
- "Baby Come Home" / "I Want You Madly" (Eagle #301) (1957)
- "If We Should Meet Again" / "Neighborhood Dance" (Liberty #55096) (1957) (as Cornel Gunter)
- "Lift Me Up Angel" / "Rope Of Sand" (Warner Brothers #5266) (1962)
- "It Ain't No Use" / "In A Dream Of Love" (Warner Brothers #5292) (1962)
- "If I Had The Key To Your Heart" / "Wishful Thinking (Challenge #59281) (1965) (as Cornell Gunter and The Cornells)
- "Love in My Heart" / "Down in Mexico" (Together #101) (1976)

## Зовнішні посилання
- Оригінальний вебсайт Cornell Gunter's Coasters
- Вебсайт Coasters [Архівовано 25 червня 2021 у Wayback Machine.]
- Marv Goldberg's R&B Notebooks – The Flairs
- Зала слави року
- Знайди могильний меморіал [Архівовано 7 березня 2016 у Wayback Machine.]